# Jelisaweta Alexandrowna Jermolajewa
Jelisaweta Alexandrowna Jermolajewa (russisch Елизавета Александровна Ермолаева, engl. Transkription Yelizaveta Yermolayeva; * 1935 in Minsk) ist eine ehemalige Mittelstreckenläuferin, die für die Sowjetunion antrat. Sie wurde 1958 Europameisterin über 800 Meter.
Bei den sowjetischen Meisterschaften 1957 gewann sie den 800-Meter-Lauf vor Nina Otkalenko. Die Siegerzeit von 2:05,6 min sollte ihre schnellste Zeit bleiben. 
1958 trat sie bei den Europameisterschaften in Stockholm an und gewann ihren Vorlauf in 2:10,1 min. Im Finale versuchten die drei Läuferinnen aus der Sowjetunion Dzidra Levicka, Wera Muchanowa und Jermolajewa von Beginn an, sich vom Rest des Feldes zu lösen. Bis 200 Meter vor dem Ziel lagen die drei in Führung, dann stürmte von hinten die Britin Diane Leather heran, die schon vier Jahre zuvor Zweite hinter Otkalenko war. Während Muchanowa abfiel, kämpften auf der Zielgeraden Jermolajewa und Levicka gegen die Britin. Im Ziel siegte Jermolajewa in 2:06,3 min mit drei Zehntelsekunden Vorsprung auf Leather auf Rang zwei und Levicka. 
Jelisaweta Jermolajewa ist 1,59 m groß und wog in ihrer aktiven Zeit 57 kg.